# Георгиевский монастырь (Киев)
Георгиевский монастырь — православный монастырь в Киеве, существовавший в XI–XIII веках в пределах города Ярослава между Софийским собором и Золотыми воротами.

## История
Монастырь святого Георгия был основан князем Ярославом Мудрым в 1037 году, одновременно с женским монастырем святой Ирины. Оба монастыря были посвящены святым покровителям князя Ярослава (в крещении — Георгия) и его жены Ингигерды (Ирины), и стали первыми монастырскими комплексами древнерусского Киева и одними из первых построек возводимого города Ярослава.
Главным храмом монастыря стала церковь святого Георгия, построенная неподалёку от западных ворот Софийского собора. Строительство сначала шло очень медленно, поскольку, как свидетельствуют древнерусские летописи, не хватало рабочих рук, а наемные работники из местных жителей опасались, что за работу им не заплатят, так как храм возводился на средства самого князя Ярослава . Когда последний узнал причину задержки строительных работ, то приказал ежедневно платить строителям по ногати — тогдашней серебряной монете, что было очень щедрой платой в те времена. В таких условиях строительные работы значительно ускорились и церковь вскоре была возведена. В летописях отсутствует точная дата завершения строительства, но известно, что церемонию освящения храма провел митрополит Иларион 26 ноября . Иларион занимал должность митрополита киевского в 1051–1053 (1054) годах, поэтому можно говорить, что строительство монастыря завершили в этот промежуток времени.
Точный облик церкви святого Георгия неизвестен. По данным археологических раскопок это был трёхнефный трёхапсидный четырёхстолбный крестово-купольный храм, центральный объём которого был почти квадратной формы, с трёх сторон окружён галереями, очевидно, одноэтажными, о чём свидетельствует разная толщина фундаментов, составляющая от 115 см (фундаменты галереи) до 164 см (фундаменты центрального объёма) . Завершался храм, вероятнее всего, пятью куполами. Стены церкви были выполнены в технике опус микстум. Во время археологических раскопок были найдены многочисленные фрагменты фресковой живописи, кусочки смальты от мозаик, кирпичи размером 36×32×3–3,5. см, характерного для середины XI века, куски оливянной кровли и тому подобное. Георгиевская церковь служила «посвящению и столованию», то есть инаугурации новых епископов.
По свидетельству Повести временных лет, монахом Георгиевского монастыря был младший брат Ярослава, псковский князь Судислав Владимирович, похоронен здесь в 1063 году.
В XII–XIII веках Георгиевский монастырь не раз грабили и разрушали: в 1151 году - торки и берендеи, в 1169 году — князь Андрей Боголюбский, в 1204 году — князь галицкий Роман Мстиславич с половцами. В конце концов, во время монгольского нашествия на Киев в 1240 году монастырь, как и другие храмы Киева, был разрушен и уже не отстраивался.

## Дальнейшая судьба монастыря
После разрушения в 1240 году Георгиевский монастырь более 400 лет стоял в руинах. В 1674 году на древних фундаментах построили деревянную Георгиевскую церковь, в 1744 году — каменную. В 1934 году церковь снесли, на её месте появился жилой дом и сквер, в котором схематично обозначили фундаменты древнерусского храма.
Археологические раскопки проводились в 1937, 1939 и частично 1979.

## Интересные факты
Ярослав Мудрый приказал ежегодно праздновать день освящения Георгиевской церкви — 26 ноября, чествуя святого Георгия . С тех пор в народной традиции этот день известен как день святого Юрия-Георгия или Юрий Осенний (Юрьев день). В средние века именно в этот день крестьяне имели право сменить властителя. Упразднение этого права в Русском царстве в Соборном уложении 1649 года породило поговорку «Вот тебе, бабушка, и Юрьев день».